# Макнамара, Роберт Стрейндж
Роберт Стрэйндж Макнамара (англ. Robert Strange McNamara, 9 июня 1916 — 6 июля 2009) — американский предприниматель и политик-республиканец, министр обороны США в 1961—1968 годах (при Джоне Кеннеди и Линдоне Джонсоне), занимал этот пост 2595 дней, то есть дольше всех в истории. С 1968 по 1981 годы был президентом Всемирного банка. Макнамара был ответственным за применение системного анализа в государственной политике, что привело к возникновению дисциплины, известной сегодня как политический анализ.
До государственной службы Макнамара был одним из «Whiz Kids» («Мудрые дети») — группы из десяти офицеров, которая помогла восстановить компанию Ford Motor после Второй мировой войны, и недолгое время занимал пост президента Ford Motor, прежде чем стать министром обороны. Группа советников, которая вместе с ним пришла в Пентагон, унаследовала прозвище «Whiz Kids».

## Молодость и карьера
Роберт Макнамара родился 9 июня 1916 года в Сан-Франциско, Калифорния. Его отцом был Роберт Джеймс Макнамара, менеджер по продажам оптовой обувной компании, матерью — Клара Нелл Стрейндж Макнамара. Предки отца были ирландцами и примерно в 1850 году, после Великого ирландского голода, эмигрировали в США, сначала в Массачусетс, а затем в Калифорнию. Он окончил среднюю школу Пьемонта в 1933 году, где был президентом клуба бойскаутов «Rigma Lions» и получил степень «Eagle Scout». Окончил Калифорнийский университет в Беркли в 1937 году со степенью бакалавра по экономике.
Макнамара был членом братства Phi Gamma Delta. Он также был членом кружка «Золотого Медведя» Калифорнийского университета в Беркли, созданного для развития лидерских навыков у студентов. В 1939 получил степень MBA (магистра) в Гарвардской школе бизнеса.
После окончания Гарвардской школы бизнеса Макнамара работал год в бухгалтерской фирмe Price Waterhouse в Сан-Франциско. В августе 1940 года он вернулся в Гарвард, чтобы преподавать бухгалтерский учёт в школе бизнеса, и стал самым высокооплачиваемым и самым молодым доцентом в то время.
В начале 1943 года он поступил в ВВС Армии США в качестве капитана, привнеся туда аналитические подходы, используемые в бизнесе. Большую часть Второй мировой войны он прослужил в Управлении статистического контроля.
Одной из его главных обязанностей являлся анализ эффективности действия американских бомбардировщиков, особенно B-29 — сил под командованием генерал-майора Кертиса Лемея в Индии, Китае и на Марианских островах. Макнамара создал статистические блоки управления для 20-го командования бомбардировочной авиации и разработал график удвоения эффективности B-29 как транспорта для перевозки топлива и грузов. Он оставил действительную военную службу в 1946 году в звании подполковника и был награждён орденом «Легион почёта».

## Должности и деятельность
Профессор Гарвардской школы бизнеса.
Являлся вице-президентом «Ford Motor Company», а затем возглавил её, став таким образом первым руководителем концерна не из клана Форд. При работе в «Ford Motor Company» способствовал созданию автомобиля Ford Falcon — одного из самых популярных автомобилей (в первый год было продано около 500 000 машин).
На посту руководителя компании проработал 5 недель, а затем по предложению Джона Кеннеди перешел на работу в правительство, заняв пост министра обороны. Первоначально Кеннеди предложил Роберту Макнамара занять пост министра экономики.

## Министр обороны

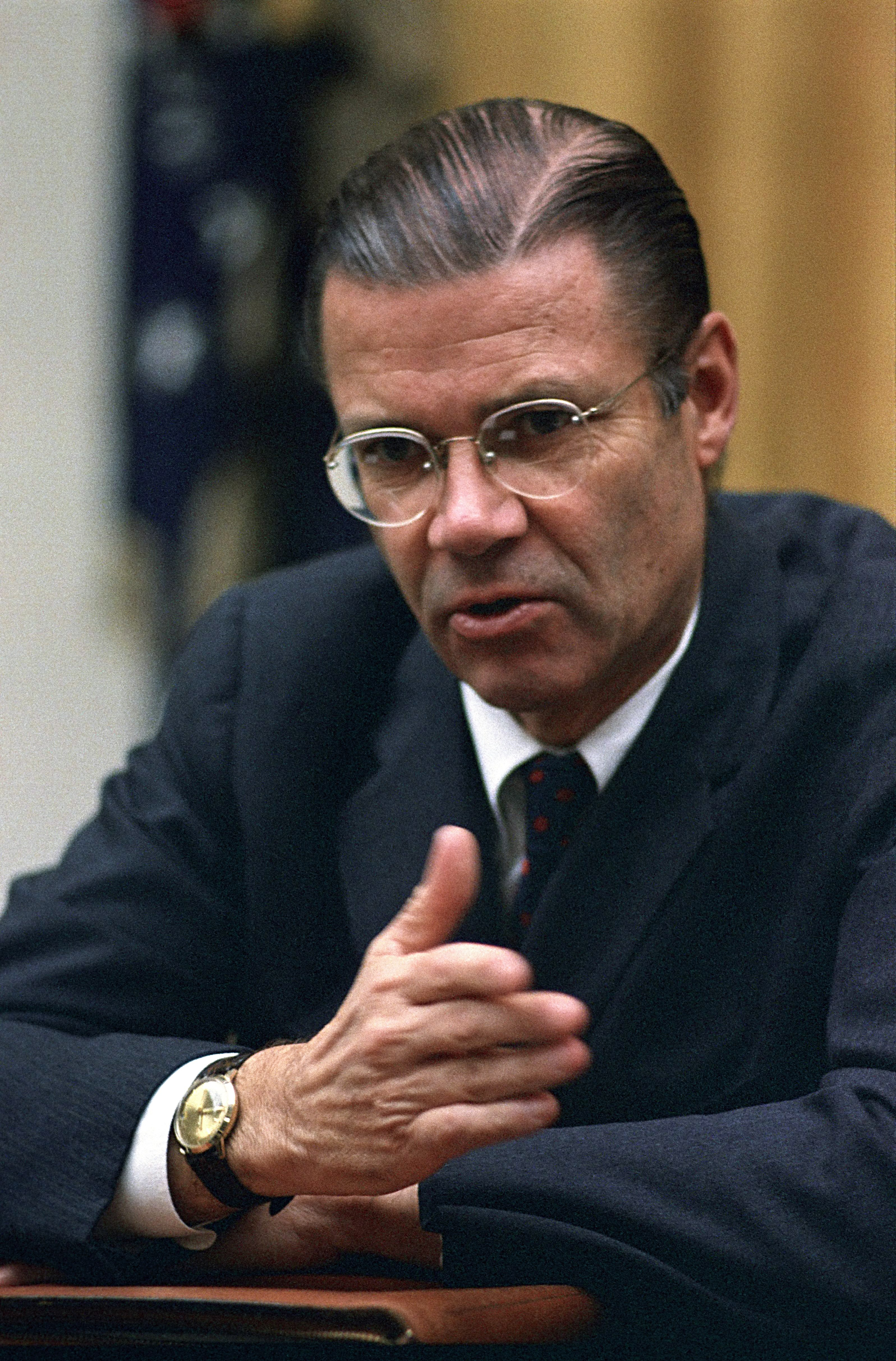
Роберт Макнамара. 1967

После своего избрания в 1960 году, избранный президент Джон Ф. Кеннеди сначала предложил пост министра обороны Роберту Ловетту, занимавшему этот пост с 1951 по 1953. Ловетт отказался, но рекомендовал Макнамару. Кеннеди затем отправил Сарджента Шрайвера предложить Макнамаре пост либо главы Казначейства (министра финансов) или министра обороны менее чем через пять недель после того, как Макнамара стал президентом в Ford Motors. Макнамара сразу же отверг пост главы Казначейства, но в конце концов принял приглашение Кеннеди в качестве министра обороны.
По словам специального советника Теда Соренсена, Кеннеди считал Макнамару «звездой своей команды, призывая его для консультаций по широкому кругу вопросов, находящихся за пределами национальной безопасности, в том числе деловых и экономических». Макнамара стал одним из немногих членов в администрации Кеннеди, который близко сошелся, работал и общался лично с Кеннеди, и он стал так близок к генеральному прокурору Роберту Ф. Кеннеди, что нёс гроб на похоронах младшего Кеннеди в 1968 году.
Изначально основы политики, изложенной президентом Кеннеди в послании конгрессу 28 марта 1961 года, привели Макнамару к переориентации оборонных программ. Кеннеди отверг концепцию первого удара и подчеркнул необходимость адекватного стратегического вооружения и обороны для сдерживания ядерного нападения на США и их союзников. Военные, утверждал он, должны постоянно находиться под гражданским командованием и управлением, и оборонная политика страны должна была быть «предназначена для уменьшения опасности непреднамеренной или беспричинной всеобщей войны». Основная миссия сил США за рубежом, в сотрудничестве с союзниками, была «предотвращение устойчивой эрозии свободного мира через череду ограниченных войн». Кеннеди и Макнамара отклонили концепцию массированного возмездия и приняли концепцию гибкого реагирования. США хотели иметь выбор в чрезвычайной ситуации, иной чем «бесславное отступление или неограниченное возмездие», как выразился президент. Из общего обзора военных задач, стоящих перед США, инициированного в 1961 году, Макнамара пришел к решению об увеличении возможности у нации для «ограниченной войны». Эти шаги были значительными, потому что Макнамара полностью отказался от политики президента Дуайта Д. Эйзенхауэра — массированного ответного удара в пользу гибкой стратегии реагирования, которая полагалась на укрепление потенциала США вести ограниченную, не ядерную войну. В 1961 году он также создал Разведывательное управление министерства обороны (РУМО) и Агентство оборонных поставок.
Администрация Кеннеди уделяла особое внимание повышению способности противостоять коммунистической тактике «национально-освободительных войн», в которых противник стремился избежать лобового военного противостояния и прибегал к политической подрывной деятельности и партизанской тактике. Как Макнамара сказал в годовом отчете 1962 года, «их (коммунистов) военная тактика — снайперы, засады и внезапные нападения. Политическая тактика — террор, вымогательство и убийство». В практическом плане это означало подготовку и оснащение военнослужащих США, а также таких союзников, как Южный Вьетнам для операций против повстанцев.
Во время Карибского кризиса в октябре 1962 года Макнамара был членом исполнительного комитета Совета национальной безопасности и сыграл большую роль в урегулировании карибского кризиса. Он был убежденным сторонником блокады, а не варианта жёсткого ракетного удара и помог убедить Объединённый комитет начальников штабов согласиться с вариантом блокады — блестящее решение, которое помогло избежать людских жертв с обеих сторон.
Повышенное внимание к обычным (а не ядерным) силам дополнялось у Макнамары увеличением сил специального назначения.
Он приступил к расширению регулярных вооружённых сил. В то время как количество военнослужащих в армии США сократилось с примерно 3,555 млн в 1953 году (конец Корейской войны) до 2,483 млн в 1961 году, оно увеличилось почти до 2,808 млн к 30 июня 1962 года. После этого численность вооружённых сил выровнялась, составив около 2,7 млн человек до начала эскалации конфликта во Вьетнаме в 1965 году, а своего пика — около 3,55 млн человек — достигла к середине 1968 года, после выхода Макнамары в отставку.

## Война во Вьетнаме
Во время президентства Джона Ф. Кеннеди, в то время как Макнамара был министром обороны, количество американских военных во Вьетнаме увеличилось с 900 до 16000 советников, которые не должны были вступать в бой, а только готовить и обучать армию Республики Вьетнам. Количество боевых советников во Вьетнаме, на момент смерти Кеннеди, варьируется в зависимости от источников. Первый случай смерти военного советника во Вьетнаме произошел в 1957 или 1959 г. при администрации Эйзенхауэра, которая послала во Вьетнам, благодаря усилиям Стэнли Шенбаума, неизвестное (но очевидно относительно небольшое) число оперативников ЦРУ и других спецслужб, в дополнение к почти 700 советникам. В 1963 году Макнамара посетил Вьетнам в составе Миссии Макнамары — Тейлора для переговоров с руководством страны.
Администрации Трумэна и Эйзенхауэра поддерживали французские и национальные антикоммунистические силы во Вьетнаме в сопротивлении усилиям коммунистов Севера объединить страну под своей властью, но не посылали туда боевые силы. Роль США, которая изначально ограничивалась финансовой поддержкой, советами по военным вопросам и тайным сбором разведывательной информации, была расширена после 1954 года, когда французский контингент покинул Вьетнам. Во время администрации Кеннеди количество членов американской военной консультативной группы в Южном Вьетнаме увеличивается, с согласия Макнамары, с 900 до 16000.
Масштаб участия США возрос после инцидента в Тонкинском заливе в августе 1964 года — нападения на эсминец ВМС США военных кораблей Северного Вьетнама.
Макнамара сыграл важную роль в представлении этого события перед Конгрессом и общественностью как оправдания для эскалации военных действий против коммунистов. Война во Вьетнаме стала занимать большую часть времени и сил Макнамары.
Президент Джонсон приказал начать ответные удары с воздуха по военно-морским базам Северного Вьетнама и Конгресс одобрил почти единогласно Тонкинскую резолюцию, разрешающую президенту «принять все необходимые меры для отражения любого вооруженного нападения на силы США и предотвращения дальнейшей агрессии».
В 1965 году в ответ на активизацию военной деятельности Вьетконга и их союзника — Северного Вьетнама в Южном Вьетнаме США начали бомбардировки Северного Вьетнама, были развернуты крупные военные силы и армия США вступила в боевые действия в Южном Вьетнаме. План Макнамары, в соответствии с просьбами высшего американского командования во Вьетнаме, привел к увеличению войск до 485 тысяч к концу 1967 года и до почти 535 тысяч на 30 июня 1968 года.
Почти 60 процентов от них составляли непосредственно боевые силы, остальное — войска поддержки и обеспечения.
Список потерь всё время рос, так как количество войск сильно увеличилось и интенсивность борьбы обострилась.
Макнамара использовал статистические расчёты в основе стратегии для победы во Вьетнаме. Он пришел к выводу, что существует ограниченное число бойцов Вьетконга во Вьетнаме и война на истощение должна уничтожить их. Для расчёта Макнамара учитывал число погибших врагов, чтобы определить, насколько близок к успеху его план войны.
Он ошибочно считал, что любая армия должна быть чувствительна к потерям и громадные потери Вьетконга и армии Северного Вьетнама должны убедить политическое
руководство коммунистов прекратить агрессию на Юге и сесть за стол переговоров.
В 1966 году Р. Макнамара, в связи с нехваткой в американской армии квалифицированного персонала, инициировал так называемый «Проект 100 000», в рамках которого требования к поступающему на службу рядовому составу были сильно снижены. В результате действующие во Вьетнаме части начали пополняться призывниками, у которых был низкий уровень IQ, недостаточный уровень базовой грамотности, проблемы с законом и т. п. Этот контингент проявлял повышенную склонность к дезертирству, нарушениям дисциплины, нападениям на сослуживцев и в итоге получил среди кадровых американских военных неформальное наименование «дебилов Макнамары».
Макнамара много раз посещал Южный Вьетнам, и в мае 1964 года коммунистические силы совершили неудачную попытку покушения на него.
Хотя он был главным архитектором войны во Вьетнаме и неоднократно отменял решения Объединённого комитета начальников штабов по стратегическим вопросам, Макнамара постепенно стал скептически относиться к концепции, согласно которой война может быть выиграна за счёт развёртывания дополнительных войск в Южном Вьетнаме и усиления бомбардировок Северного Вьетнама. Позже он также заявил, что его поддержка войны во Вьетнаме исходила из лояльности к политике администрации. Он ездил во Вьетнам много раз, чтобы лично изучить ситуацию и понять всю сложность проблемы, и с каждым разом все более неохотно утверждал очередной запрос военачальников об отправке дополнительных подкреплений.
Макнамара заявил, что «эффект домино» был главной причиной для вступления в войну во Вьетнаме. В одном из интервью он заявил: «Кеннеди не сказал перед смертью, отступят ли США, столкнувшись с потерей Вьетнама, но я считаю, что сегодня, если бы он столкнулся с этим, он бы отступил».

## Социальная справедливость
В честь президента Гарри С. Трумэна, подписавшего в июле 1948 года Декларацию о запрете сегрегации в Вооруженных Силах, Макнамара издал Директиву 5120,36 от 26 июля 1963 года. Эта директива, провозглашавшая равные возможности в вооруженных силах, имела дело непосредственно с вопросом о расовой и гендерной дискриминации в районах, прилегающих к расположению войск. Директива гласила: «Каждый военный командир несет ответственность за борьбу против дискриминационной практики, затрагивающей его людей и членов их семей и содействие равных возможностей для них, не только в районах, находящихся под его непосредственным контролем, но и в близлежащих населенных пунктах, где они (военнослужащие и члены семей) могут жить или собираются во внеслужебное время». (Пункт II.C.) В соответствии с директивой, командиры обязаны были использовать экономическую мощь армии во влияние на местные предприятия в их отношении к меньшинствам и женщинам. С одобрения министра обороны, командир мог объявить области закрытыми для военных кадров из-за дискриминационной практики.
Такое решение очень больно ударяло по карману местных властей и местного бизнеса.

## Отставка
Макнамара писал о своей близкой личной дружбе с Жаклин Кеннеди, и о том, как она потребовала, чтобы он остановил убийства во Вьетнаме. Положение Макнамары становилось все более и более неустойчивым после 1966 года, и его разногласия с президентом и Объединенным комитетом начальников штабов из-за стратегии во Вьетнаме стали предметом общественных спекуляций, распространялись слухи, что он покинет свой пост.
Меморандум Макнамары, направленный Президенту в ноябре 1967 года, в котором он предлагал заморозить численность войск, прекратить бомбардировки Северного Вьетнама и переложить борьбу на плечи армии Южного Вьетнама, был отвергнут президентом.
Макнамара выражал мнение о том, что стратегия во Вьетнаме, которой следовали США, до настоящего времени не оправдалась. Во многом, как результат её игнорирования президентом Джонсоном, 29 ноября этого года Макнамара объявил о своей отставке в ожидании, что он станет президентом Всемирного банка.
Другие факторы отставки — повышение интенсивности антивоенного движения в США, приближающейся президентской кампании, в которой Джонсон, как ожидается, будет добиваться переизбрания,
а также поддержка Макнамарой — несмотря на возражения Объединённого комитета начальников штабов — строительства по 17-й параллели линии укреплений, разделяющих Южный и Северный Вьетнам от побережья Вьетнама до Лаоса.
Президент Джонсон, объявив об отставке Макнамары и переходе его на работу во Всемирный банк, подчеркнул, что он доволен его работой и Макнамара заслуживает эту должность, после семи лет работы в качестве министра обороны, дольше, чем любой из его предшественников или преемников.
Макнамара ушел в отставку 29 февраля 1968 года; за его усилия президент наградил его медалью Свободы и медалью «За выдающуюся службу».
Вскоре после того, как Макнамара покинул Пентагон, он опубликовал книгу «Сущность безопасности», обсуждая различные аспекты его пребывания в должности и позиции по основным вопросам национальной безопасности.
Он не высказывался больше по вопросам обороны и Вьетнама до тех пор, пока не оставил пост главы Всемирного банка.

## Президент Всемирного банка
Макнамара занимал пост главы Всемирного банка с апреля 1968 года по июнь 1981 года, когда ему исполнилось 65 лет. За свои тринадцать лет в банке он осуществил серьёзные изменения в его деятельности, в первую очередь, перевел фокус деятельности банка на целевые программы сокращения бедности. Он провел переговоры с конфликтующими странами, представленными в совете банка и убедил направить кредиты на развитие социальных проектов в виде программ улучшения здоровья, питания, образования. Он также ввел новые методы оценки эффективности финансируемых проектов. Одним из примечательных проектов, начатых во время пребывания Макнамары на посту главы банка, был рост усилий для предотвращения эпидемии так называемой «речной слепоты» (Onchocerciasis), вызываемой паразитами Onchocerca volvulus и приводящей к тысячам случаев слепоты в беднейших странах Африки.
Всемирный банк в настоящее время имеет стипендиальную программу имени Макнамары.
Как президент Всемирного банка Макнамара объявил в 1968 на ежегодном осеннем совещании Международного валютного фонда и Всемирного банка программу, которая позволяла странам, практикующим контроль над рождаемостью, получить льготный доступ к ресурсам.

## Цитаты
- «Смотрите, китайцы не просят кого-то об инвестициях, они создали такие условия, что инвесторы к ним сами просятся» (1991 г.).
- «СССР опускается в пучину хаоса, не исключены и массовые кровавые конфликты… Вы упустили свой шанс на развитие» (1991 г.).
- «Оставаясь самой сильной мировой державой, США должны будут считаться с многополярностью мира и приспосабливать к этой реальности и внешнюю политику, и свои оборонные программы. Возникнет новый тип взаимоотношений между основными „мировыми центрами“, каковых по меньшей мере будет пять: Китай, Европа, Япония, Россия и США… Многие политологи, особенно относящиеся к категории реалистов, предсказывают возврат к традиционной силовой политике. Они утверждают, что исчезновение идеологического соперничества между Востоком и Западом стимулирует возврат к традиционным отношениям, основанным на территориальных и экономических императивах. То есть, по их мнению, Соединенные Штаты, Россия, Западная Европа, Китай, Япония и Индия будут стремиться к усилению своих позиций в собственных регионах и в то же время бороться за преобладание в других районах, особенно там, где социальная и политическая обстановка характеризуется крайней неустойчивостью…» (1995, Вглядываясь в прошлое. Трагедия и уроки Вьетнама)